# Ріо-Пінар (Флорида)
Ріо-Пінар (англ. Rio Pinar) — переписна місцевість (CDP) в США, в окрузі Орандж штату Флорида. Населення — 5409 осіб (2020).

## Географія
Ріо-Пінар розташоване за координатами 28°31′14″ пн. ш. 81°15′45″ зх. д. / 28.52056° пн. ш. 81.26250° зх. д. (28.520583, -81.262458).  За даними Бюро перепису населення США в 2010 році переписна місцевість мала площу 5,64 км², з яких 5,63 км² — суходіл та 0,01 км² — водойми.

## Демографія
Згідно з переписом 2010 року, у переписній місцевості мешкало 5211 осіб у 1871 домогосподарстві у складі 1521 родини. Густота населення становила 923 особи/км².  Було 1982 помешкання (351/км²).
Расовий склад населення:
| - 82,9 % — білих - 6,4 % — чорних або афроамериканців - 4,5 % — азіатів - 0,2 % — корінних американців - 0,1 % — вихідців з тихоокеанських островів - 3,8 % — осіб інших рас |

До двох чи більше рас належало 2,1 %. Частка іспаномовних становила 25,2 % від усіх жителів.
За віковим діапазоном населення розподілялося таким чином: 20,9 % — особи молодші 18 років, 63,3 % — особи у віці 18—64 років, 15,8 % — особи у віці 65 років та старші. Медіана віку мешканця становила 44,4 року. На 100 осіб жіночої статі у переписній місцевості припадало 99,0 чоловіків;  на 100 жінок у віці від 18 років та старших — 95,8 чоловіків також старших 18 років.
Середній дохід на одне домашнє господарство  становив 97 176 доларів США (медіана — 86 250), а середній дохід на одну сім'ю — 100 468 доларів (медіана — 90 472). Медіана доходів становила 58 269 доларів для чоловіків та 42 601 долар для жінок. За межею бідності перебувало 3,2 % осіб, у тому числі 1,9 % дітей у віці до 18 років та 5,4 % осіб у віці 65 років та старших.
Цивільне працевлаштоване населення становило 2552 особи. Основні галузі зайнятості: освіта, охорона здоров'я та соціальна допомога — 25,7 %, мистецтво, розваги та відпочинок — 15,8 %, науковці, спеціалісти, менеджери — 14,6 %.